# 宇野元弘
宇野 元弘（うの もとひろ）は、戦国時代から江戸時代初期にかけての武将。毛利氏の家臣で長州藩士。父は陶隆康、兄に陶隆弘。子に宇野元房、宇野弘久、宇野弘通がいる。

## 生涯
天文20年（1551年）、陶氏の一族である陶隆康の次男として生まれる。同年9月に陶隆房（後の陶晴賢）が起こした大寧寺の変によって父・隆康と兄・隆弘は討たれたが、元弘は生まれたばかりであったためか難を逃れた。
以降、元弘の陶氏は毛利氏に従って毛利元就による防長経略に加わり、弘治2年（1556年）4月の周防国須々万沼城の戦いで陶氏家臣の江良主水正を討ち取るなど活躍した。この功に対して小早川隆景は、鶴千代丸は若輩ながら抜群の働きであると賞し、元就から恩賞として周防国吉敷郡宇野令のうちの80余石と玖珂郡生見郷のうちの20余石を与えられた。
弘治3年（1557年）1月15日に毛利隆元の加冠状を受けて元服し、「元」の偏諱を拝領した。また、鞍掛山城主・杉隆泰の重臣として弘治元年（1555年）10月の鞍掛合戦で戦死した宇野景政の養子として大内氏の庶流である宇野氏の名跡を継ぎ、宇野元弘と名乗った。
天正2年（1574年）12月7日、周防国吉敷郡のうちで約15石の地を与えられ、天正6年（1578年）7月24日にはさらに10石の地を加増された。
慶長5年（1600年）7月8日、別家を立てていた長男の元房が死去。元房には実子がいなかったため養子を迎えようとしたが、直後に起こった関ヶ原の戦いに伴う混乱により、元房の家は断絶となった。
慶長19年（1614年）11月8日に死去。享年64。次男の弘久が後を継いだ。